# Teaming
Unter Teaming versteht man in der Informatik eine logische Netzwerkkarte (NIC), die mehrere physische Netzwerkkarten zu einer Gruppe zusammenfasst und so eine Redundanz von Netzwerkkarten erlaubt. Bei Ausfall einer physischen Netzwerkkarte ist die Verbindung nach einer Unterbrechung ohne größere Verzögerung sofort wieder verfügbar. Es fällt im Schnitt höchstens ein Ping ab, meistens wird aber nichts bemerkt.
Diese logische Netzwerkkarte besitzt eine IP-Adresse und DHCP-Konfiguration. Es wird quasi eine virtuelle MAC-Adresse generiert, mit der dieser logische Adapter eindeutig zu erkennen ist.
Teaming wird auch Fehlertolerante Einrichtung genannt.